# Acylophorus glaberrimus
Acylophorus glaberrimus är en skalbaggsart som först beskrevs av Herbst 1784.  Acylophorus glaberrimus ingår i släktet Acylophorus, och familjen kortvingar. Enligt den svenska rödlistan är arten nationellt utdöd i Sverige. . Arten har tidigare förekommit i Götaland men är numera lokalt utdöd. Artens livsmiljö är våtmarker.